# 万福桥 (成都)
万福桥是中華人民共和國四川省成都市人民北路与人民中路之间的一座跨越府河的橋樑，万福桥的名稱來自万福寺。萬福橋最早建桥时间不详，最早有關萬福橋的记载是在清朝同治年间的《成都县志》。萬福橋後來於1947年被洪水冲毁，不久又只修成了一座木桥，1954年再次被洪水沖毀，後來又造了木桥。1959年當局在原本万福桥的上游修建了人民北路大桥，先建成快车道，后修建慢车道，一直到1964年才全部竣工，老橋則被廢棄。1981年更名為萬福橋。